# Leandro Caruso
Leandro Rubén Caruso (Avellaneda, Buenos Aires; 14 de julio de 1981) es un exfutbolista argentino. Juega como delantero o volante de creación y su último paso fue en Dock Sud.

## Trayectoria

### Inferiores
Hizo las inferiores en Independiente. Después jugó al futsal en Racing Club.

### Arsenal de Sarandí
En 2001 debutó como profesional en Arsenal de Sarandí con el que logró ascender a la Primera División de la Argentina.

### Paso por México
En 2004 se fue a México, en donde estuvo un año y formó parte de Pioneros de Obregón. También formó parte de las filas de Club Tijuana y Real Colima.

### Regreso a Argentina (El Porvenir, Godoy Cruz y Vélez) y breve paso por el Udinese
Después volvió a la Argentina para jugar en El Porvenir.
En Godoy Cruz Antonio Tomba se da a conocer teniendo una muy buena temporada 2008-09. Su muy buen juego hizo que el Udinese lo contratara pero se lo da a préstamo al Club Atlético Vélez Sarsfield.

### River Plate
En 2010 pasó a préstamo al Club Atlético River Plate para jugar toda la temporada 2010/2011. Debutó en un amistoso contra Central Norte, donde anotó tres goles. Por torneo debutó en la primera fecha ante Tigre entrando en el segundo tiempo, a los 28 minutos dio una asistencia a Funes Mori para que ganara el partido en el último minuto, siempre entró desde el banco hasta la fecha 10 donde entró junto a su exequipo (Godoy Cruz Antonio Tomba). En River jugó 22 partidos e hizo 4 goles, el más recordado a San Lorenzo.

### Vuelta a Godoy Cruz
En 2011 volvió a préstamo a Godoy Cruz Antonio Tomba equipo en el que jugó hasta junio de 2012.
El 8 de marzo de 2012, anota una tripleta por primera vez en su carrera, anotando 3 de los 4 goles de su equipo frente a Atlético Nacional, sin embargo esos 3 goles no alcanzarían ya que el partido terminó igualado con 4 goles cada equipo.

### Argentinos Juniors
En julio de 2012, fue presentado como refuerzo de Argentinos Juniors. En el equipo de La Paternal jugó 5 partidos y tuvo un paso muy irregular, sin convertir goles.

### Fugaz paso por Huracán
En agosto de 2013 se convierte en nuevo refuerzo del Club Atlético Huracán. Convierte su primer gol en un partido contra Villa San Carlos en la victoria 1 a 0, Volvió a marcar contra Ferro Carril Oeste en el cual dio la victoria a su equipo en el final del partido. Después tuvo una caída en el cual fue colocado en el banco de suplentes y no volvió a marcar hasta la fecha 21 ante Almirante Brown, marcó el empate en la fecha siguiente ante Crucero del Norte en la victoria 2 a 1.
Luego marcaría ante Banfield donde liquidó el partido anotando el segundo gol por la fecha 25 de la Primera B Nacional. Tres fechas más tarde marcó el tanto del empate en 1 ante Defensa y Justicia. Entrando desde el banco volvió a liquidar el partido frente a Atlético Tucumán por la fecha 34.
Por la fecha 37 convierte un doblete a Sarmiento de Junín el primero de penal y el otro de cabeza donde hizo su especialidad, liquidar el pleito. Convirtió otro gol en la fecha 38 donde su equipo ganó 2 a 1 (anotó otra vez de penal, empatando transitoriamente).

### All Boys
En 2014 firma en la B Nacional para All Boys en el cual jugó solamente 9 partidos y con un gol, a Patronato de Paraná, de penal.

### Última etapa en Godoy Cruz
En 2015 vuelve a Godoy Cruz en donde es figura por ser goleador en las etapas pasadas. Luego de la partida de Daniel Oldrá y la llegada de Gabriel Heinze al Tomba se le comunicó que no sería tenido en cuenta. En su tercera etapa jugó solamente 6 partidos.

### Juventud (San Luis)
En 2016 firma para el recién ascendido Juventud Unida Universitario donde es uno de los goleadores del equipo con 3 goles. Su tercer gol lo marcó ante Chacarita Juniors en el empate 1 a 1. En agosto de 2016 es dejado en libertad luego de que el equipo descendiera y anunciando su retiro del futbol. En el club jugó 13 partidos.

### Dock Sud
A mediados de 2018 regresó de su retiro para jugar nuevamente de manera profesional en Sportivo Dock Sud de la Primera C, club del cual Caruso es confeso hincha, principalmente a pedido de sus amigos más cercanos, familiares e hinchas del Docke.
Volvió a enfrentar a un equipo de primera luego de casi 5 años, frente a Patronato de Paraná por la Copa Argentina en donde su equipo cayó por penales errando el suyo.
Con el club ganó el Torneo Apertura 2021 de la Primera C y se consagró campeón de la misma categoría al derrotar a Berazategui en el global por 2 a 0 obteniendo el ascenso a la Primera B Metropolitana. En el 2022 anunció su retiro del fútbol profesional. 
Jugó un total de 102 partidos anotando 22 goles en el club, teniendo un promedio de 0.22. Se alejó del club, anunciando su salida a través de un comunicado en la red social de Instagram.

## Estadísticas
| Club                         | Div.            | Temporada       | Liga  | Liga  | Copas nacionales(1) | Copas nacionales(1) | Torneos internacionales(2) | Torneos internacionales(2) | Otras competiciones(3) | Otras competiciones(3) | Total | Total | Media goleadora(4) |
| Club                         | Div.            | Temporada       | Part. | Goles | Part.               | Goles               | Part.                      | Goles                      | Part.                  | Goles                  | Part. | Goles | Media goleadora(4) |
| ---------------------------- | --------------- | --------------- | ----- | ----- | ------------------- | ------------------- | -------------------------- | -------------------------- | ---------------------- | ---------------------- | ----- | ----- | ------------------ |
| Arsenal de Sarandí Argentina | 2.ª             | 2001-02         | 33    | 3     | —                   | —                   | —                          | —                          | —                      | —                      | 33    | 3     | 0.09               |
| Arsenal de Sarandí Argentina | 1.ª             | 2002-03         | 7     | 0     | —                   | —                   | —                          | —                          | —                      | —                      | 7     | 0     | 0,00               |
| Arsenal de Sarandí Argentina | 1.ª             | 2003-04         | 9     | 0     | —                   | —                   | —                          | —                          | —                      | —                      | 9     | 0     | 0,00               |
| Pioneros de Obregón · México | 2.ª             | 2004-05         | 36    | 15    | —                   | —                   | —                          | —                          | 2                      | 0                      | 38    | 15    | 0.39               |
| Arsenal de Sarandí Argentina | 1.ª             | 2005            | 2     | 0     | —                   | —                   | —                          | —                          | —                      | —                      | 2     | 0     | 0,00               |
| Arsenal de Sarandí Argentina | Total club      | Total club      | 51    | 3     | 0                   | 0                   | 0                          | 0                          | 0                      | 0                      | 51    | 3     | 0.06               |
| Dorados de Tijuana · México  | 2.ª             | 2006            | 12    | 3     | —                   | —                   | —                          | —                          | —                      | —                      | 12    | 3     | 0.25               |
| El Porvenir Argentina        | 3.ª             | 2006            | 9     | 1     | —                   | —                   | —                          | —                          | —                      | —                      | 9     | 1     | 0.11               |
| Real Colima · México         | 2.ª             | 2007            | 12    | 4     | —                   | —                   | —                          | —                          | 1                      | 0                      | 13    | 4     | 0.31               |
| Godoy Cruz Argentina         | 2.ª             | 2008            | 19    | 8     | —                   | —                   | —                          | —                          | —                      | —                      | 19    | 8     | 0.42               |
| Godoy Cruz Argentina         | 1.ª             | 2008-09         | 36    | 14    | —                   | —                   | —                          | —                          | —                      | —                      | 36    | 14    | 0.39               |
| Godoy Cruz Argentina         | Total 1.ª etapa | Total 1.ª etapa | 55    | 22    | 0                   | 0                   | 0                          | 0                          | 0                      | 0                      | 55    | 22    | 0.40               |
| Udinese Calcio · Italia      | 1.ª             | 2009            | —     | —     | —                   | —                   | —                          | —                          | —                      | —                      | 0     | 0     | 0,00               |
| Vélez Sarsfield Argentina    | 1.ª             | 2009-10         | 21    | 2     | —                   | —                   | 5                          | 2                          | —                      | —                      | 26    | 4     | 0.15               |
| River Plate Argentina        | 1.ª             | 2010-11         | 20    | 4     | —                   | —                   | —                          | —                          | 2                      | 0                      | 22    | 4     | 0.18               |
| Godoy Cruz Argentina         | 1.ª             | 2011-12         | 25    | 2     | 1                   | 0                   | 8                          | 3                          | —                      | —                      | 34    | 5     | 0.15               |
| Argentinos Juniors Argentina | 1.ª             | 2012-13         | 19    | 0     | —                   | —                   | 2                          | 0                          | —                      | —                      | 21    | 0     | 0,00               |
| CA Huracán Argentina         | 2.ª             | 2013-14         | 36    | 9     | 1                   | 2                   | —                          | —                          | 1                      | 0                      | 38    | 11    | 0.29               |
| All Boys Argentina           | 2.ª             | 2014            | 11    | 1     | —                   | —                   | —                          | —                          | —                      | —                      | 11    | 1     | 0.09               |
| Godoy Cruz Argentina         | 1.ª             | 2015            | 6     | 0     | 1                   | 0                   | —                          | —                          | —                      | —                      | 7     | 0     | 0,00               |
| Godoy Cruz Argentina         | Total club      | Total club      | 86    | 24    | 2                   | 0                   | 8                          | 3                          | 0                      | 0                      | 96    | 27    | 0.28               |
| Juventud Unida SL Argentina  | 2.ª             | 2016            | 18    | 4     | —                   | —                   | —                          | —                          | —                      | —                      | 18    | 4     | 0.22               |
| Inactivo entre 2016 y 2018.  |                 |                 |       |       |                     |                     |                            |                            |                        |                        |       |       |                    |
| Sportivo Dock Sud Argentina  | 4.ª             | 2018-19         | ?     | 9     | 1                   | 0                   | —                          | —                          | 3                      | 0                      | +4    | 9     |                    |
| Sportivo Dock Sud Argentina  | 4.ª             | 2019-20         | ?     | 4     | —                   | —                   | —                          | —                          | —                      | —                      | ?     | 4     |                    |
| Sportivo Dock Sud Argentina  | 4.ª             | 2020            | ?     | 1     | 2                   | 1                   | —                          | —                          | —                      | —                      | +2    | 2     |                    |
| Sportivo Dock Sud Argentina  | 4.ª             | 2021            | ?     | 7     | —                   | —                   | —                          | —                          | —                      | —                      | ?     | 7     |                    |
| Sportivo Dock Sud Argentina  | 3.ª             | 2022            | 9     | 3     | —                   | —                   | —                          | —                          | —                      | —                      | 9     | 3     | 0.33               |
| Sportivo Dock Sud Argentina  | Total club      | Total club      | ?     | 24    | 3                   | 1                   | 0                          | 0                          | 0                      | 0                      | ?     | 25    |                    |
| Marcador Total               | Marcador Total  | 408             | 89    | 8     | 4                   | 11                  | 5                          | 430                        | 101                    | 0.23                   |       |       |                    |

## Palmarés

### Campeonatos nacionales
| Título          | Club     | País      | Año  |
| --------------- | -------- | --------- | ---- |
| Torneo Apertura | Dock Sud | Argentina | 2021 |
| Primera C       | Dock Sud | Argentina | 2021 |